# Campionato francese di rugby a 15 1901-1902
Il Campionato francese di rugby a 15 di prima divisione 1901-1902 fu vinto dal Racing club di Francia che sconfisse lo SBUC in finale.
Il Racing si qualificò per la finale grazie alla vittoria contro lo Stade français, mentre lo SBUC superò il F.C. Lyon (6-0).

## Finale
| Arbitro: | Basil Wood |

| |            | |
| mete: Klingelhoefer Lefebvre | Marcatori  | |
| Besançon, Goudard, Jean Collas, Cyril Rutherford, Adolphe Klingelhoefer, Léon Binoche, Charles Gondouin, Hubert Lefèbvre, Darby, Vladimir Aïtoff, Émile Sarrade, Jacques Muntz, R.Ertzbischoff, M.Pollet, Jacques Gommes | Formazioni | Jean Guirault, Pascal Laporte, Campbell Cartwright, Pierre Moyzès, Louis Soulé, Marc Giacardy, Jean Rachou, Jacques Dufourcq, Albert Branlat, Pierre Terrigi, Carlos Deltour, Camille Gaillot, Hélier Tihl, Jean Destribois, Mathéo |